# ニューヨーク街物語
『ニューヨーク街物語』（ニューヨークまちものがたり）は、NHK衛星第1テレビジョン・衛星ハイビジョンにて2006年4月から2009年3月まで放映されていたニューヨークに住んでいる人々の多彩な活動を追ったドキュメンタリー番組。2009年1月にDVDを発売した。
『地球ウォーカー』（2003年4月9日 - 2004年10月）→『地球街角アングル』（2004年10月 - 2006年4月）の後継番組として放送していた。当番組終了後は『ニューヨークウェーブ』が放送された。

## 放送日時
- BS1：毎月土曜日 18:30 - 18:50  
  - ※ 野球などで中止・翌週午前に再放送することがある。 また過去の回を再放送する場合がある。
- BShi：毎月土曜日 1:40 - 2:00

## これまで放送された内容
括弧内は初回放送日 太字はDVDに収録された回

### 2006年
- 「街を見つめるラジオ局」（4月9日）
- 「売れるバンドを探し出せ」（4月16日）
- 「名もなき俳優たちの夢」（4月23日）
- 「パイプの音色に魅せられて」（4月30日）
- 「摩天楼を守る」（5月7日）
- 「動物スターを育てる」（5月14日）
- 「詩で闘え」（5月21日）
- 「わが家の選択 ホームスクール」（5月28日）
- 「デザイナーズ家具を売り込め」（6月4日）
- 「メキシコ移民事情」（7月2日）
- 「広がるアメリカ流コスプレ」（7月16日）
- 「アポロ劇場に夢をかけて」（7月23日）
- 「わたしの青空市場」（7月30日）
- 「伝統の花火 夏に輝いて」（8月6日）
- 「モダンダンスの革命児」（8月27日）
- 「同時多発テロから5年 (1) 忘れられた被害者たち」（9月3日）
- 「同時多発テロから5年 (2) 悲劇を伝えてゆくために」（9月10日）
- 「馬と子どもたち ふれあいの夏」（9月17日）
- 「古本ワンダーランド」（9月24日）
- 「男たちの“至福の場”」（10月1日）
- 「デザイナーは新進気鋭!」（10月8日）
- 「現代アート ブームを追え」（10月15日）
- 「サリバン先生の平和教室」（10月29日）
- 「テロリストの母との対話」（11月5日）
- 「魅惑の音色!リサイクル楽器」（11月12日）
- 「増える“新世代”シングルマザー」（11月19日）
- 「グルメも満足!屋台料理」（11月26日）
- 「街頭に響くオペラの歌声」（12月3日）
- 「ようこそ“アートの王国”へ」（12月10日）
- 「天使が舞うクリスマス」（12月17日）

### 2007年
- 「剣で人生を切り開け」（1月14日）
- 「マンハッタン マージャンクラブ」（1月21日）
- 「コメディアンは14歳!」（1月28日）
- 「手作り!ヘルシー!チョコ最前線」（2月11日）
- 「冬の海が元気をくれる」（2月18日）
- 「ふたりで写した下町の風景」（2月25日）
- 「あなたの笑顔が見たくて」（3月4日）
- 「企業イベントの新しい風」（3月18日）
- 「みんなで働くスーパーマーケット」（3月25日）
- 「“アパート劇場”へようこそ」（4月7日）
- 「ケーキで勝負!めざせナンバーワン」（4月14日）
- 「調香師の工房」（4月21日）
- 「モダンジャズが生まれた町で」（4月28日）
- 「頑張れ!おばぁちゃん」（5月5日）
- 「拳で成り上がれ!」（5月12日）
- 「流行は“クラシック”」（5月19日）
- 「海が教えてくれる」（5月26日）
- 「防げ温暖化“始めの一歩”」（6月9日）
- 「ブロードウェーにかける誇り」（6月30日）
- 「“心の国境”をなくすために」（7月14日）
- 「デジタルアートの挑戦」（7月21日）
- 「伝統のセルツァーマン」（7月28日）
- 「これが僕のミュージカルだ!」（8月25日）
- 「時代を刻んだレコードたち」（9月1日）
- 「屋台村は故郷の味」（9月8日）
- 「チャンスはキッチンにあり!」（9月15日）
- 「輝け!建設現場の女たち」（9月22日）
- 「風船でボランティア!」（9月29日）
- 「ゴミで生きてみませんか」（10月6日）
- 「スクラッチから始めよう」（10月14日）
- 「時代は“ソーシャライツ”」（10月27日）
- 「すべてのペットを救うまで」（11月3日）
- 「人気作家は警察官」（11月10日）
- 「おもちゃのアイデア募集中」（11月17日）
- 「古ピアノの音色ひびいて」（11月24日）
- 「日本人も元気です!」（12月1日）
- 「老後は自分たちの手で」（12月8日）
- 「パンクで歌舞伎」（12月15日）
- 「教室はメトロポリタン美術館」（12月22日）

### 2008年
- 「心の病をいやす工場」（1月12日）
- 「ボランティア救急隊がゆく」（1月19日）
- 「ヨガに安らぎを求めて」（1月26日）
- 「パンクロッカーは12歳!」（2月2日）
- 「出稼ぎたちの天使」（2月9日）
- 「トレンドは手描きビルボード」（2月16日）
- 「"食ビジネス" エリートたちの挑戦」（2月23日）
- 「注目はエコ!おしゃれ新時代」（3月1日）
- 「韓流ブームを巻き起こせ!」（4月5日）
- 「カメロ先生の“楽しい理科”」（4月12日）
- 「平和の一歩は笑いから」（4月19日）
- 「金曜の夜はミュージアムで!」（4月26日）
- 「歌が力をくれる」（5月10日）
- 「アートを育てる空き店舗」（5月17日）
- 「「はるかなるチベットへ」」（5月24日）
- 「希望をくれるラジオ局」（5月31日）
- 「パパはスーパー主夫」（6月14日）
- 「“自転車主義”でいこう!」（6月28日）
- 「投資マネーから芸術を守れ」（7月5日）
- 「フリーマーケットで会おう!」（7月12日）
- 「虐待の過去を乗り越えて」（7月26日） ※10月18日に再放送
- 「瀬戸際のタクシードライバー」（8月2日）
- 「3つの“グラウンドゼロ”」（8月30日）
- 「9.11 生きた証しを残したい」（9月6日）
- 「栄光の海をめざして」（9月13日）
- 「おいしい野菜は“支え合い”から」（9月20日）
- 「“心の補助犬”に救われて」（9月27日）
- 「自分らしく生きたい」（10月4日）
- 「“高級化”が押し寄せる街で」（10月11日）
- 「市民が伝える大統領選」（11月1日）
- 「オレたち動物救助隊」（11月8日）
- 「行き場のない難病患者たち」（11月15日）
- 「大都会に流れ込む老人たち」（11月22日）
- 「ようこそ“理想の学校”へ」（11月29日）
- 「守れ! 12,000の屋台」（12月6日）
- 「マンハッタンは“お受験”ブーム!」（12月13日）
- 「ここが僕らの“芸術の都”」（12月20日）

### 2009年
- 「ピエロが病院にやってきた!」（1月10日） ※3月28日に再放送
- 「めざせ!ミスター・タイムズスクエア」（1月17日）
- 「どうする?増える野生動物」（1月24日）
- 「いつかは僕もオバマに!」（1月31日）
- 「希望の調べ ハーレムに響いて」（2月7日）
- 「故郷パレスチナのために」（2月14日）
- 「ブロードウェイ 夢の仕掛人」（2月21日）
- 「派遣します!熱血先生」（2月28日）
- 「人生の師はウォール街で」（3月7日）
- 「ヨガで紡ぎあう心」（3月14日）